# Roslags-Kulla socken

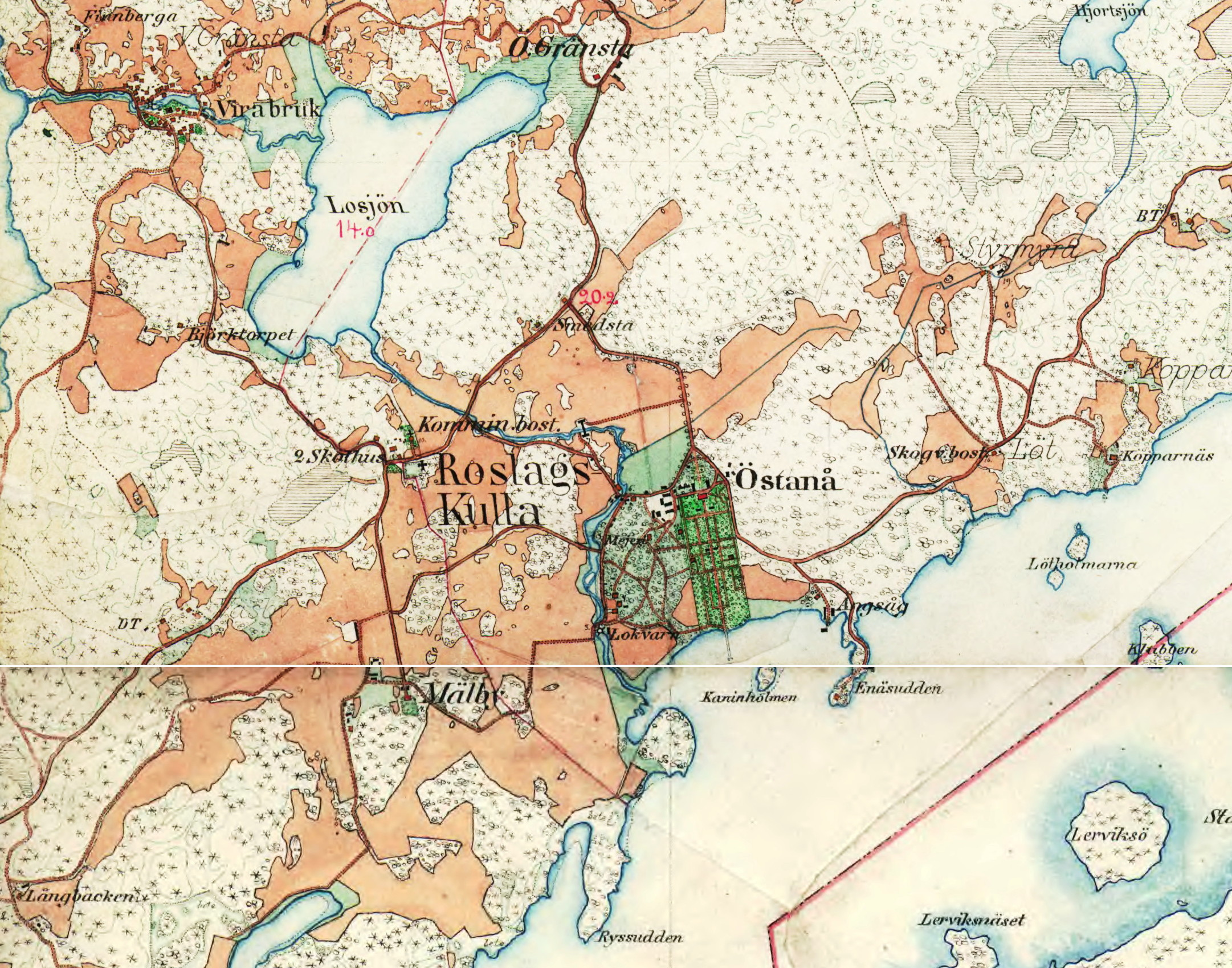
Roslags-Kulla 1900

Roslags-Kulla socken i Uppland ingick i Åkers skeppslag och är sedan 1983 en del av Österåkers kommun, från 2016 inom Roslags-Kulla och Ljusterö distrikt.
Socknens areal är 45,61 kvadratkilometer, varav 41,25 land. År 1951 fanns här 492 invånare. Östanå slott, Vira bruk, Mälby gård samt kyrkbyn Roslags-Kulla med sockenkyrkan Roslags-Kulla kyrka ligger i socknen.  

## Administrativ historik
Roslags-Kulla församling och socken bildades på 1640-talet genom en utbrytning ur Riala församling och socken. Namnet var inledningsmässigt Kulla socken vilket namnändrades den 1 januari 1886 (ändring enligt beslut den 17 april 1885).
Vid kommunreformen 1862 övergick socknens ansvar för de kyrkliga frågorna till Kulla församling och för de borgerliga frågorna till Kulla landskommun. Landskommunen inkorporerades 1952 i Roslags-Länna landskommun som 1967 uppgick i Österåkers landskommun som 1974 uppgick i Vaxholms kommun men utbröts 1983 för att bilda Österåkers kommun. Församlingen uppgick 1998 i Ljusterö-Kulla församling.
1 januari 2016 inrättades distriktet Roslags-Kulla och Ljusterö, med samma omfattning som Ljusterö-Kulla församling hade 1999/2000 och fick 1998, och vari detta sockenområde ingår.
Socknen har tillhört län, fögderier, tingslag och domsagor enligt vad som beskrivs i artikeln Åkers skeppslag. De indelta båtsmännen tillhörde Södra Roslags 1:a båtsmanskompani.

## Geografi
Roslags-Kulla socken har sjön Largen i norr och sundet till Ljusterö i öster. Socknen är en starkt kuperad sjö- och mossrik skogsbygd med odlingsbygd i dalsänkor.

## Fornlämningar
Från järnåldern finns gravfält. En runsten har påträffats.

## Namnet
Namnet (1402 Kulla) kommer från en tidigare kyrkby och innehåller kulle.